# Friedrich Dessauer (Politiker)
Friedrich Dessauer (* 1881; † 1954) war ein deutscher Jurist und Kommunalpolitiker.
Dessauer wurde im Fach Rechtswissenschaften promoviert. Er leitete als Direktor die Strafanstalt Niederschönenfeld. 1929 wurde er zum Bürgermeister der Stadt Donauwörth gewählt. Er blieb bis 1935 im Amt.